# Trotopera olivifera
Trotopera olivifera är en fjärilsart som beskrevs av Louis Beethoven Prout 1933. Trotopera olivifera ingår i släktet Trotopera och familjen mätare. Inga underarter finns listade i Catalogue of Life.